# بسیفلوکساسین
بسیفلوکساسین (INN/USAN) یک آنتی بیوتیک فلوروکینولونی نسل چهارم است و به شکل بسیفلوکساسین هیدروکلرید در بازار عرضه می‌شود.
قطره چشمی این دارو توسط سازمان غذا و داروی ایالات متحده (FDA) در تاریخ ۲۹ مه ۲۰۰۹ تأیید شد و با نام تجاری Besivance به بازار عرضه شد.

## استفاده پزشکی
بسیفلوکساسین در درمان التهاب ملتحمه ناشی از عوامل باکتریایی و همچنین در پیشگیری از عوارض عفونی در بیمارانی که تحت لیزر درمانی برای درمان آب مروارید هستند، کاربرد دارد.

## عوارض جانبی
در طول درمان ، بیشترین عوارض جانبی چشمی، بروز قرمزی ملتحمه (تقریباً ۲٪ از بیماران) گزارش شده‌است. سایر واکنش‌های جانبی احتمالی گزارش شده در افراد تحت درمان با بسیفلوکساسین عبارتند از: درد چشم، خارش چشم، تاری دید ، تورم چشم یا پلک.